# Biossíntese do heme
Biossíntese do heme é o resultado de uma série de interações químicas que resultam na produção de heme, cofator necessário para a atividade biológica das proteínas, o heme funciona como um grupo prostético que contém ferro para as hemeproteínas, particularmente hemoglobina, mioglobina e citocromo. O grupo é formado em todos os tecidos animais, mas principalmente na medula óssea, baço e fígado. As principais funções são transferência de elétrons, ligação de oxigênio e transporte, catálise e sinalização.
A biossíntese do heme  é regulada pelas células eritróides e hepáticas e tem como início um metabolismo do ciclo de Krebs, a Succinil-CoA (SCoA), e um aminoácido (glicina), os átomos C e N derivam dos átomos da glicina e do acetato e nenhum dos átomos de heme é derivado do de carbono da carboxila da glicina. Os átomos de C do heme são derivados de grupos metílicos do acetato que ocorrem em grupos de três átomos ligados e o acetato é convertido em um outro metabólito que seria a Succinil-CoA.
O acetato é metabolizado via ciclo ácido cítrico e que o átomo C3 da Succinil-CoA é derivado do átomo de carbono metílico do acetato enquanto que o átomo C4 origina-se do átomo de carbono carboxílico do acetado e após muitas voltas no ciclo o C1 e C2 são derivados do átomo de carbono metílico do acetato.

## Fases da biossíntese do heme

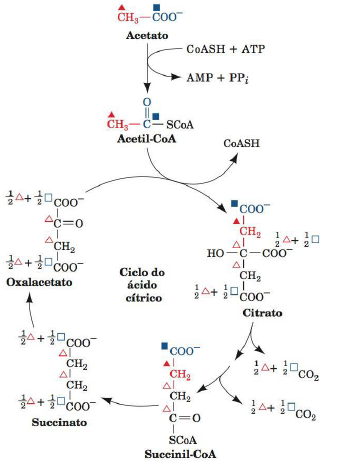
Destino dos átomos de carbono da SCoA, os átomos de C marcados com um triângulo (derivado da metila) e quadrado (derivado da carboxila), os vazados são originados do acetato de outras voltas no ciclo

- 1ª Fase: ocorre a condensação da SCoA com glicina, que é seguida pela descarboxilação dando origem ao ácido ẟ-aminolevulínico (ALA).  O grupo carboxila que é perdido na descarboxilação origina-se da glicina. As enzimas marca-passo nesta etapa são ALA-síntese ou ALAS.
- 2ª Fase: ocorre a união de duas moléculas de ALA produzindo porfobilinogênio (PBG) - primeiro grupo pirrólico, nesta etapa a reação é catalisada pela porfobilinogênio-sintase (PBGS), também pode ser denominada ẟ-aminolevulínico-desidratase(ALAD).
- 3ª Fase: ocorre a condensação de quatro moléculas de PBG para formar o uroporfirinogênio III (anel uroporfirinogênio), nesta etapa a reação é catalisada pela PBG-desaminase e uroporfirinogênioIII-sintase
- 4ª Fase: ocorre a formação do grupo heme, em que a protoporfirina IX é produzida a partir do uroporfirinogênio III e é convertida em heme com adição do Ferro pela ferroquetalase.

- A biossíntese do heme ocorre parte na mitocôndria e parte no citosol. A primeira e quarta fase ocorre na mitocôndria e a segunda e terceira fase no citosol.[3]

## Degradação do heme

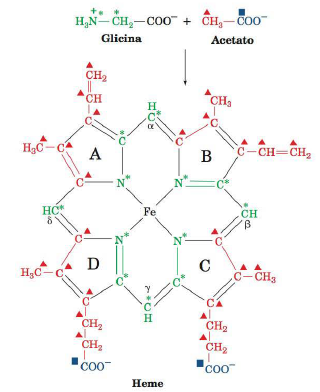
Estrutura do heme

Nas células eritróides o heme é um componente da hemoglobina e trabalham na síntese do heme apenas durante a diferenciação. A síntese ocorre apenas uma vez, o heme deve durar durante toda a vida do eritrócito normalmente a degradação ocorre de 90 a 120 dias, uma vez que a síntese do heme e da hemoglobina cessam com a maturação do eritrócito. No fígado a biossíntese deve ser controlada, a hemina controla a atividade dessa enzima. Em células eritróides o heme exerce um efeito bastante diferente em vez de reprimir irá induzir.

### Etapas da degradação do heme
- A degradação inicia-se nos macrófagos do baço, que removem da circulação os eritrócitos senescentes e danificados.[3]
- Os eritrócitos são removidos pelas células do sistema retículoendotelial, sendo que com a sua lise ocorre a liberação de hemoglobina (globina e porfirina).
- A globina: é quebrada e transformada em aminoácidos para reutilização no organismo.
- A fração porfirínica é convertida em pigmentos biliares que será excretado, é fagocitado principalmente no fígado, baço e medula óssea, até a formação de bilirrubina.
- O catabolismo do heme começa com a clivagem oxidativa da porfirina em que irá formar a biliverdina pela heme oxigenase, dar origem a coloração dos hematomas.
- A biliverdina é então reduzida a bilirrubina pela biliverdina redutase.
- A bilirrubina é altamente lipofílica e no fígado será produzido a bilirrubina diglicuronato que é secretado na bile.
- A bilirrubina conjugada é transportada para o intestino delgado através do ducto biliar e depois para o intestino grosso.
- No intestino grosso a bilirrubina será convertida em urobilinogênio, através da redução feita pelas bactérias, parte será reabsorvida e transportado para os rins onde é convertida em amarelo urobilina que é excretado na urina e a outra parte será convertida em estercobilina, que é o que dará a coloração das fezes.
- A circulação entero-hepática consiste na reabsorção do urobilinogénio no intestino, com consequente regresso ao fígado através do sistema porta.
- O átomo de ferro é carreado pela ferritina na circulação sanguínea e reutilizado para formação de outros grupos heme.

## Patologias
As alterações do grupo heme são decorrentes de dois processos: defeitos enzimáticos hereditários e deficiência de ferro.
Os defeitos enzimáticos hereditários causam as doenças conhecidas por porfirias.
- Acúmulo de uroporfirinigênio I e coproporfirinogênio I - dar a cor avermelhada na urina, deposição nos dentes, na pele, ocasionando fotossensibilidade e aumento no crescimento de pelos.
- Porfiria intermitente aguda: afeta principalmente o fígado, ocasiona ataques intermitentes de dor abdominal aguda, neuropatias, excreção aumentada de porfirinas e seus precursores - a urina pode ficar avermelhada, durante e após os ataques, a pele não se torna notavelmente fotossensível.
- Hiperbilirrubinemia: excesso de bilirrubina no plasma sanguíneo.
- Icterícia: quantidade excessiva de bilirrubina no sangue, ocasionando a deposição dessa substância na pele e esclera dos olhos (cor amarela), sinalizando disfunção hepática, obstrução dos ductos biliares ou alta taxa de destruição dos eritrócitos.
- Hemocromatose hereditária: aumento da absorção intestinal do ferro com deposição no fígado e coração - a pele apresenta coloração marrom (bronzeada), pode apresentar cirrose ou diabetes.